# Jessie Kabwila-Kapasula
Jessie Kabwila-Kapasula est une universitaire, féministe, éducatrice et militante du Malawi. Ses recherches concernent le féminisme africain.
Kabwila-Kapasula a été présidente par intérim de la Chancellor College Academic Staff Union ; elle a été renvoyée au cours d'un conflit pour assurer la liberté académique à l'université du Malawi, conflit qui n'a pas été résolu. Elle est l'un des professeurs renvoyés lors du conflit relatif à la liberté académique qui a eu lieu à l'université du Malawi (UNIMA). Cela a suscité des protestations de la part des étudiants de l'UNIMA et des professeurs solidaires et finalement à la fermeture de l'université. Cela a conduit à un bras de fer entre le président Bingu wa Mutharika et les enseignants. Son licenciement  a également été l'un des événements qui ont mené aux manifestations du 20 juillet 2011.

## Début de carrière
Kabwila-Kapasula est titulaire d'un doctorat en littérature comparée de Binghamton University, où elle fut Présidente des étudiants en post-graduat en 2008-2009.

## Querelle de la liberté académique
La querelle a commencé quand le Dr Blessings Chinsinga, maître de conférences en sciences politiques, a été interrogé par Pierre Mukhito, Inspecteur Général de la Police du Malawi, sur une comparaison faite entre la crise du carburant au Malawi et les soulèvements populaires en Tunisie et en Égypte pendant le Printemps Arabe. Il a finalement été congédié. Cela a suscité des protestations de la part des étudiants de l'UNIMA et de certains professeurs, dont Kabwila-Kapasula. Cela a également conduit à la fermeture des universités Chancellor College et Polytechnique. Comme condition pour revenir en classe, les universitaires ont demandé des excuses officielles de la part du chef de la police, Peter Mukhito, et de garanties du respect de la liberté académique. Mukhito a déclaré que la liberté académique devait être équilibrée avec les questions de sécurité nationale. Cette déclaration a été soutenue par le Président Bingu wa Mutharika , qui l'a poussé à ne pas s'excuser. Mutharika a ordonné aux professeurs de retourner au travail, mais ils ont refusé puisqu'il n'y avait pas de garantie de liberté. Le gouvernement, sous la houlette du Ministre de l'Éducation Peter Mutharika, ne pouvait alors apporter cela. Les élèves ont affiché leur solidarité avec les professeurs licenciés de la faculté, ce qui a entraîné l'utilisation de gaz lacrymogènes pour les disperser. 

### Harcèlement et menaces de mort
Après cet incident, Jessie Kabwila-Kapasula a indiqué que le gouvernement lui avait refusé le renouvellement de son passeport et qu'elle a reçu des appels téléphoniques menaçants et des menaces de mort.

## Procès
Les professeurs ont intenté au gouvernement un procès afin de voir garanties la liberté académique et la non ingérence de la police dans le milieu universitaire.

### Soutien pour la liberté académique
De nombreuses organisations du Malawi ont affiché leur soutien pour garantir la liberté académique, y compris la Malawi Law Society et la Conférence syndicale du Malawi. Les étudiants de l'Université de Binghamton (SUNY) ont demandé à Amnesty International de s'occuper de ce cas.